# Katarzyna Woźniak
Katarzyna Bronisława Woźniak, född den 5 oktober 1989 i Warszawa, Polen, är en polsk skridskoåkare.
Hon tog OS-brons i damernas lagtempo i samband med de olympiska skridskotävlingarna 2010 i Vancouver.